# アンドレイ・グレボヴィチ
アンドレイ・グレボヴィチ（ロシア語: Андрей Глебович, ? - 1186年以前）は、リャザン公グレプと妻エヴフロシニヤ（ペレヤスラヴリ公ロスチスラフ(ru)娘）との間の子である。リャザン公。
アンドレイに関する年代記（レートピシ）上の言及は一箇所きりである。すなわち、ノヴゴロド・セヴェルスキー公イーゴリがヒリニャ川でポロヴェツ族と戦った際に、これに加勢したという記述である。
歴史家の何人かは、アンドレイは1186年までには死亡したと推測している。